# Polarforskaren 10

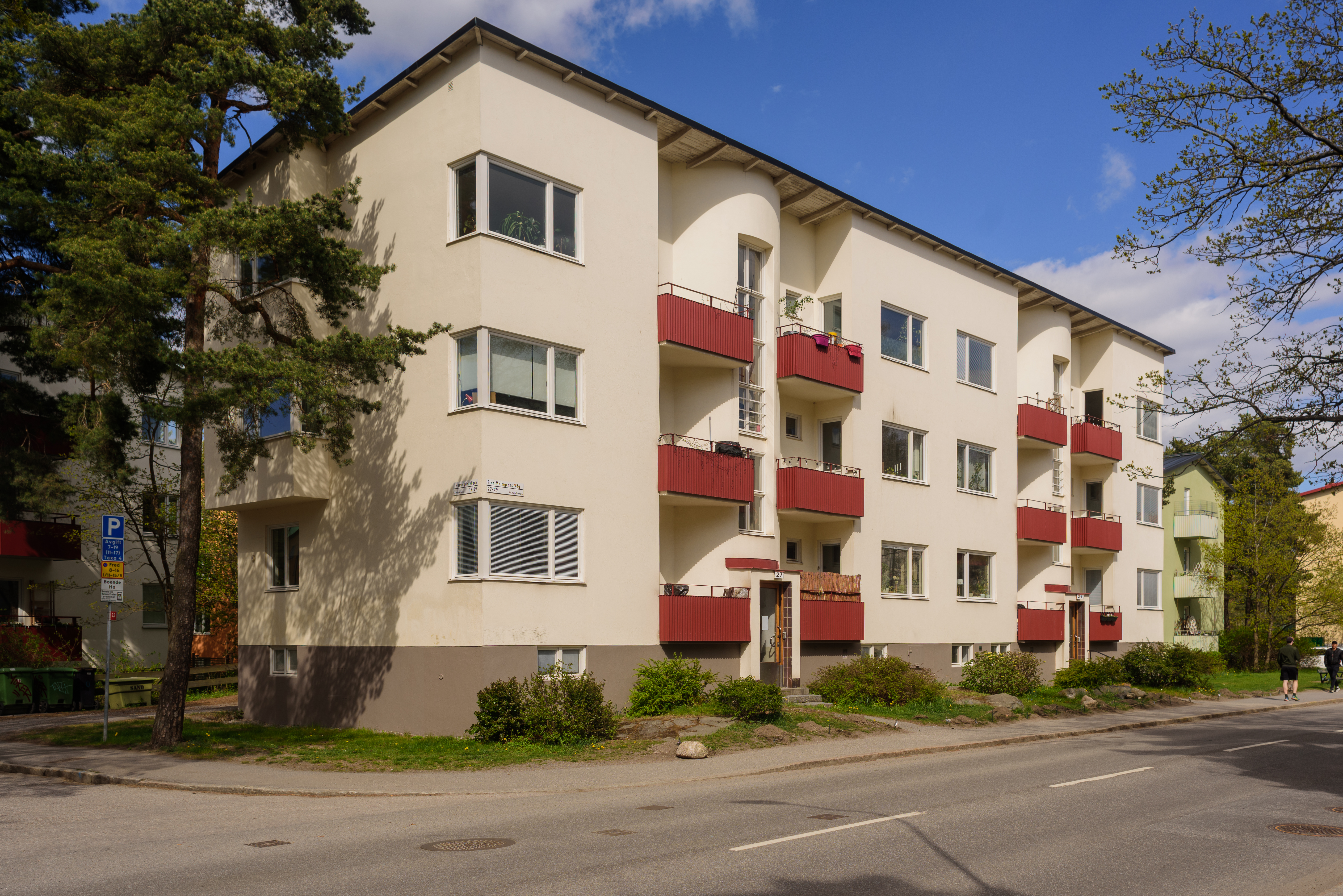
Huset i maj 2022.

Polarforskaren 10 är ett kulturhistoriskt värdefullt smalhus på Finn Malmgrens väg 27–29 i Hammarbyhöjden i södra Stockholm uppfört 1939 efter ritningar av Ture Sellman. Hammarbyhöjden bebyggdes huvudsakligen med tre våningar höga smalhus under 1930-talet men Polarforskaren 10 skiljer från de samtida husen genom sin särpräglade fasad.

## Arkitektur

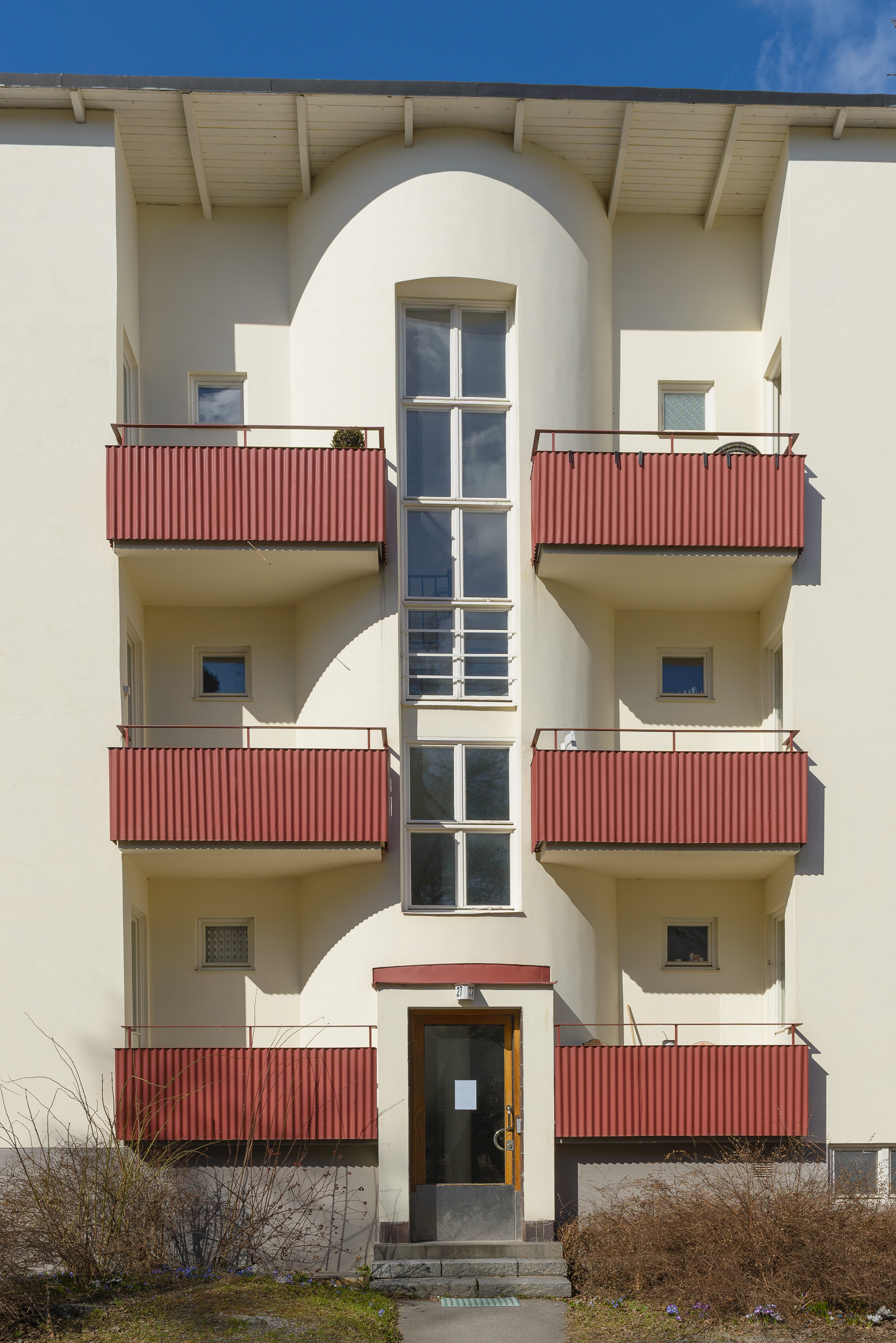
Ett av två trapphus.

Huset har burspråk på gavlarna och rundade trapphus som är utskjutande ur indragna fasadpartier. Trapphuset är delvis glasat, och flankeras av balkongaxlar. Balkonger har röda tunna smidesräcken med fronter av rödmålad storsinusplåt. På baksidan av huset finns tre garage. Huset har ett Pulpettak. Entréerna har glasade lackade träportar.

## Kulturhistoriskt värde

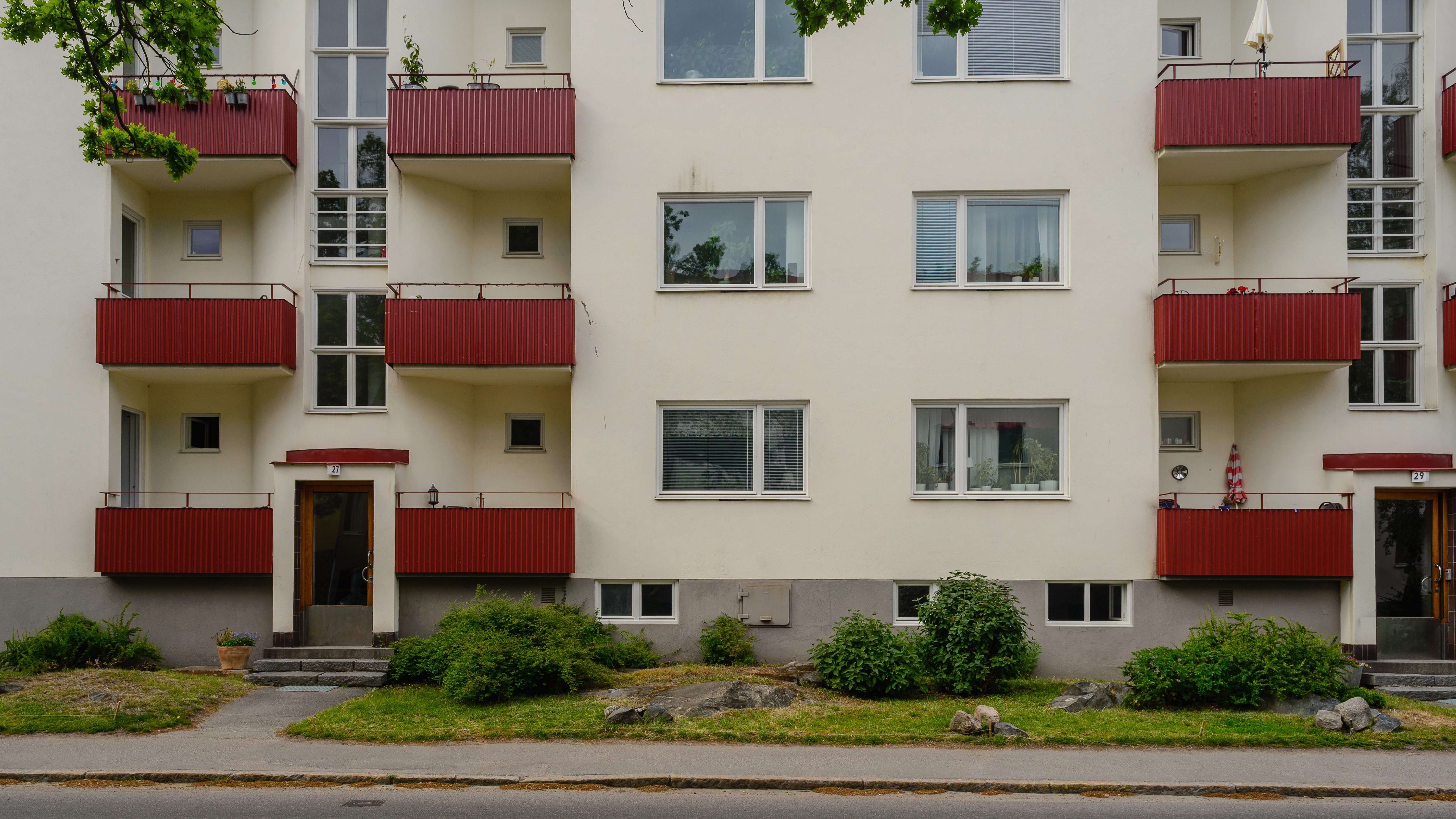
Vy över huset från syd.

Huset är blåmärkt av Stadsmuseet i Stockholm vilket innebär att det bedöms ha synnerligen högt kulturhistoriska värden. Motiveringen för de kulturhistoriska bedömningen är att huset är ett smalhus i en särpräglad funktionalistisk stil med välbevarad arkitektur och omsorgsfullt utformade byggnadsdetaljer. Byggnaden uppfördes 1939 efter ritningar av arkitekt Ture Sellman och är med sitt läge i hörnet av Hasselquistvägen och Finn Malmgrens väg ett viktigt inslag i gatubilden.